# Pennywise (postać)
Pennywise – postać fikcyjna, antagonista powieści Stephena Kinga pt. To oraz jej adaptacji: To (1990), To (2017), To: Rozdział 2. Najczęściej przybiera postać tańczącego klauna.

## Opis postaci
Pennywise pochodzi z wymiaru Macroverse, który powstał przed Wszechświatem. Pojawił się na Ziemi miliony lat temu w okolicach Derry, po czym zapadł w hibernację. Obudził się w VIII wiecznej Ameryce, od tamtego czasu budzi się co 27 lat by rozpocząć polowanie. W późnych latach 80 XX wieku zamieszkiwał kanały miasteczka Derry, kiedy to pewnego dnia zamordował brata głównego bohatera - Georgiego Denbrougha, odgryzając mu rękę i wciągając do kanałów. To potrafi zmieniać swoją postać, upodabniając się do lęków ofiary. Pewnego razu Klub Frajerów postanawia rozprawić się z Pennywisem, znajdując go w opuszczonym domu gdzie w każdym  z pokoi musieli się zmierzyć ze swoimi zmaterializowanymi lękami. Ostatecznie udaje się im pokonać klauna.  Klaun pojawia się 27 lat później, gdzie zostaje zabity ponownie przez Klub Frajerów.

### Tworzenie postaci
Stephen King tworząc postać Pennywise'a inspirował się amerykańskim seryjnym mordercą – Johnem Gacym.

## Adaptacje
Do roli Pennywise'a w dwuczęściowej adaptacji z 2017 i 2019 roku byli brani pod uwagę Tilda Swinton, Richard Armitage czy Hugo Weaving.